# Marcus (tiếm vị)
Marcus (mất năm 406) là kẻ tiếm vị La Mã nhờ sự trợ giúp của binh sĩ gốc Anh đã tự mình xưng đế vào năm 406 tại xứ Britannia. Ông bị giết vào cuối năm đó trong một cuộc binh biến sau này.

## Binh nghiệp
Marcus là một quân nhân cấp cao ở xứ Britannia được binh sĩ tôn làm Hoàng đế ở đó một thời gian vào năm 406, có thể là trong mùa hè. Khả năng ông là một trong những chỉ huy quân đội ở Anh (Comes Britanniarum, Comes Litoris Saxonici hoặc Dux Britanniarum), ông có thể đã lên nắm quyền như một phản ứng trước các cuộc tấn công ngày càng tăng từ nước ngoài vào thời điểm Đế quốc đang rút quân khỏi các tỉnh xa xôi như Britannia để bảo vệ vùng đất trung tâm của mình.
Trong lúc sử gia J. B. Bury phỏng đoán rằng cuộc nổi dậy của binh đoàn Anh vào năm 406 chủ yếu nhằm vào Stilicho, magister militum của hoàng đế Honorius, các nguồn sử liệu cổ xưa (gồm Olympiodorus thành Thebes, Zosimus và Orosius) thường gắn kết vụ nổi dậy với cuộc xâm lược của man tộc vào xứ Gaul và đất Ý, và đặc biệt là các bộ tộc Vandal và Alan đã vượt qua biên giới sông Rhine, mà Prosper xứ Aquitaine xác định niên đại là ngày 31 tháng 12 năm 406. Cuộc tranh luận của giới sử gia hiện đại do vậy thường tập trung vào việc liệu sự kiện này có phải là nguyên nhân cho vụ nổi loạn hay không. Các nhà sử học như N. H. Baynes và M. Kulikowski tranh cãi với ý kiến cho rằng vụ nổi dậy bắt nguồn từ sự kiện man tộc vượt sông Rhine, do đó nên được ghi thành ngày 31 tháng 12 năm 405. Tuy vậy, những người khác như F. Paschoud và Anthony Birley cho rằng niên đại của Prosper khá chính xác, và các sự kiện ở Gaul gây ra vụ nổi loạn có liên quan đến đoàn quân man tộc tiến vào xứ Gaul từ đất Ý, có thể là một phần của đạo quân dưới sự thống lĩnh của Radagaisus, kẻ xâm chiếm đất Ý vào năm 405/406.
Dù nguyên nhân nào dẫn đến cuộc nổi loạn, tất cả những gì mà người ta biết về triều đại ngắn ngủi của Marcus là ông không làm hài lòng quân đội, vì vậy đã sớm bị họ sát hại và thay thế bằng một kẻ tiếm vị ngắn ngủi khác là Gratianus. Cái chết của ông xảy ra vào khoảng tháng 10 năm 406.
Trong tác phẩm giả lịch sử của mình mang tên Historia Regum Britanniae, Geoffrey xứ Monmouth kể câu chuyện về một Gracianus Municeps đã lên ngôi vua nước Anh từ tay vua Dionotus; có thể ông đã dựa trên những nhân vật có thật trong lịch sử là Gratianus và Marcus.